# 酷派天空
酷派天空，全名为马鞍山酷派天空网络科技有限公司，是中国大陆一家经营网络游戏的公司，于2006年成立。

## 历史
自2007年开始，酷派天空的前身开始运营《侠盗猎车手：圣安地列斯》联机私服（《酷派天空风云再起》的前身），随后王昱佳参与酷派天空运营，并最终取得酷派天空团队控制权。从2008-2016年之间，《酷派天空风云再起》是酷派天空主要的经营业务。
在2015年左右，《酷派天空风云再起》遭到举报后被当地文化部门依法查处。
2015年，酷派天空在Steam青睐之光上架一款游戏《地球Online》，并称该游戏是“非常自由的沙盒世界”。但《地球Online》宣传片中有大量的画面都来自《虚幻4》，而非开发商制作。《地球Online》仅上架1天就收到DMCA的删除通知，原因是部分内容涉及侵权。2015年8月20日，《地球Online》从Steam下架；9月16日，《地球Online》重新上架Steam青睐之光，但遭受大量网友的批评；10月，《地球Online》结束众筹，最终仅筹得5000多元人民币。酷派天空将众筹失败的原因归咎于“中国大陆众筹早已变质为开发商变相宣传的手段，不仅不支持没资金开发游戏的团队，反而怀疑他们是骗子”，但称会继续制作《地球Online》。
2016年，酷派天空运营网络游戏《大海战4》，CEO大熊称为了代理该游戏，他将他的房子抵押。酷派天空称代理《大海战4》是为了积累资金投入到《地球Online》的研发。6月3日，《大海战4》登陆Steam平台进行测试；但是由于《地球Online》事件，《大海战4》获得大量差评，酷派天空在Steam页面与玩家发生争执。
2017年2月，Valve称酷派天空因恶意刷好评而将其封禁。

## 旗下游戏
- 《地球ol》（开发）
- 《酷派天空风云再起》（已被文化部门查处）
- 《大海战4》（运营）